# AN/ALQ-99

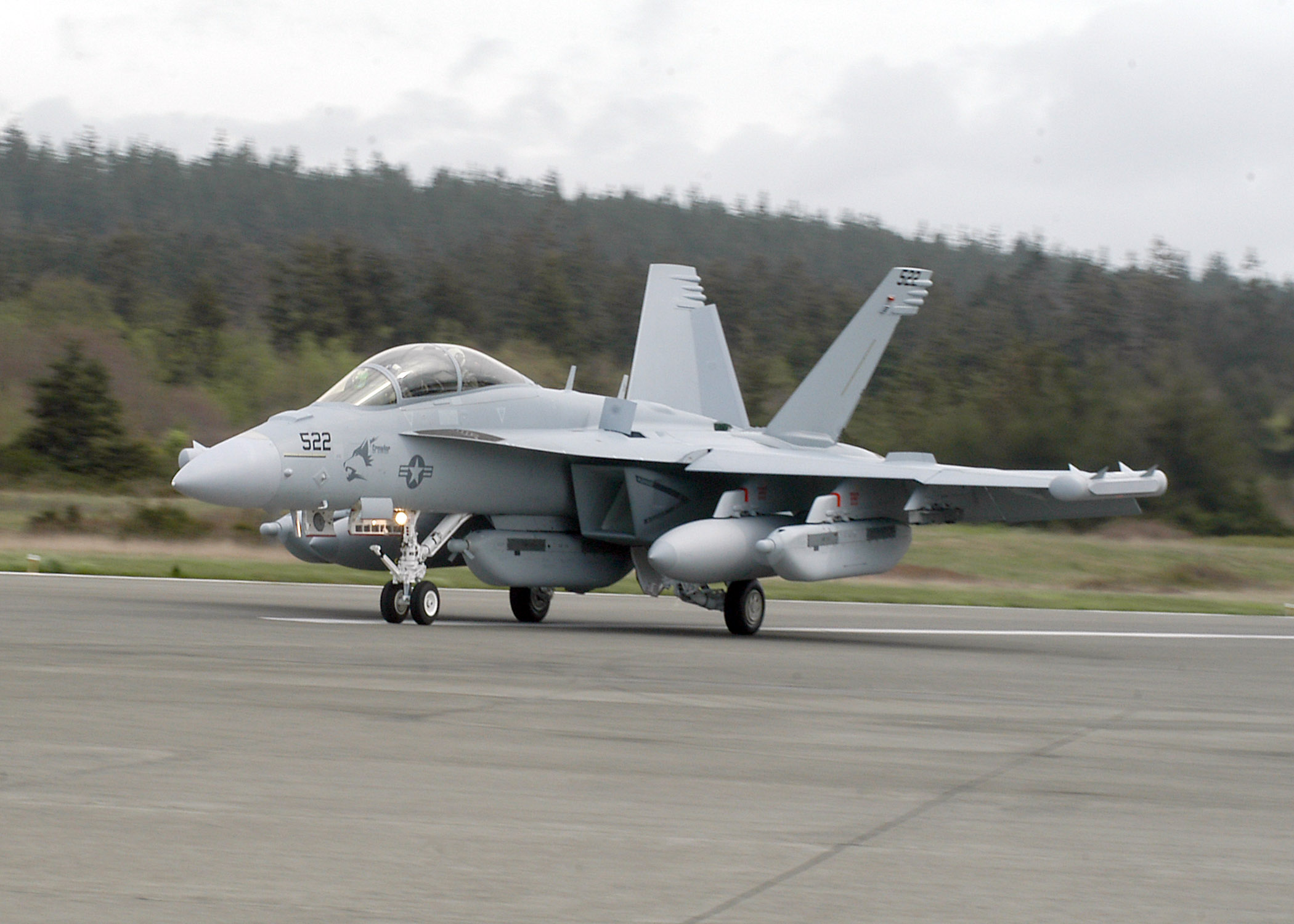
Eine EA-18G Growler mit drei AN/ALQ-99 Behältern

Bei dem AN/ALQ-99 (JETDS-Bezeichnung) handelt es sich um ein luftgestütztes System für Elektronische Gegenmaßnahmen und Elektronische Aufklärung auf mittlere bis große Entfernung. Es wird von dem US-Konzern ITT Corporation produziert.

## Beschreibung
Das ALQ-99 ist in einem externen Behälter untergebracht und kann daher leicht an eine passende Waffenstation unter den Tragflächen des Trägerflugzeuges angebracht werden. Den benötigten elektrischen Strom erhält das System von einer Ram-Air-Turbine, welche an der Spitze des Behälters angebracht ist. Das ALQ-99 kann zwar größtenteils autonom arbeiten, allerdings ist in fast allen Fällen eine Verbindung zu den Bordsystemen des Trägerflugzeuges vorhanden, wodurch die Effizienz erheblich gesteigert werden kann.
Das System ist darauf ausgelegt, starke Such- und Feuerleitradare (z. B. von SAM-Stellungen) schon auf große Distanzen zu stören („Abstandsstörung“). Hierzu werden primär zwei bis vier Richtantennen verwendet, welche auf den zu störenden Sender ausgerichtet werden. Durch diese Fokussierung wird die Effizienz des Systems gegenüber einem einzelnen Ziel stark gesteigert, besonders wenn die Störung mittels Rauschen erfolgt. Kern des Systems sind mehrere Wanderfeldröhren, welche die Störsignale vor dem Senden erheblich verstärken. Im Laufe der Zeit wurde der Frequenzbereich des ALQ-99 stetig erweitert. Durch die Einführung von LBT-Modulen („Low Band Transmitter“) kann das System nun auch Radare und Kommunikationssysteme in niedrigen Frequenzbereichen stören, wobei nun auch ein voll-automatischer Betriebsmodus verwendet werden kann, der selbstständig auf feindliche Sender reagiert.
Das ALQ-99 wurde bereits in vielen Konflikten eingesetzt und hat sich dabei als sehr effektiv erwiesen. Die ersten Einsätze fanden bereits im Vietnam-Konflikt (1972–1973) statt.

## Plattformen
- EA-6B Prowler
- EA-18G Growler

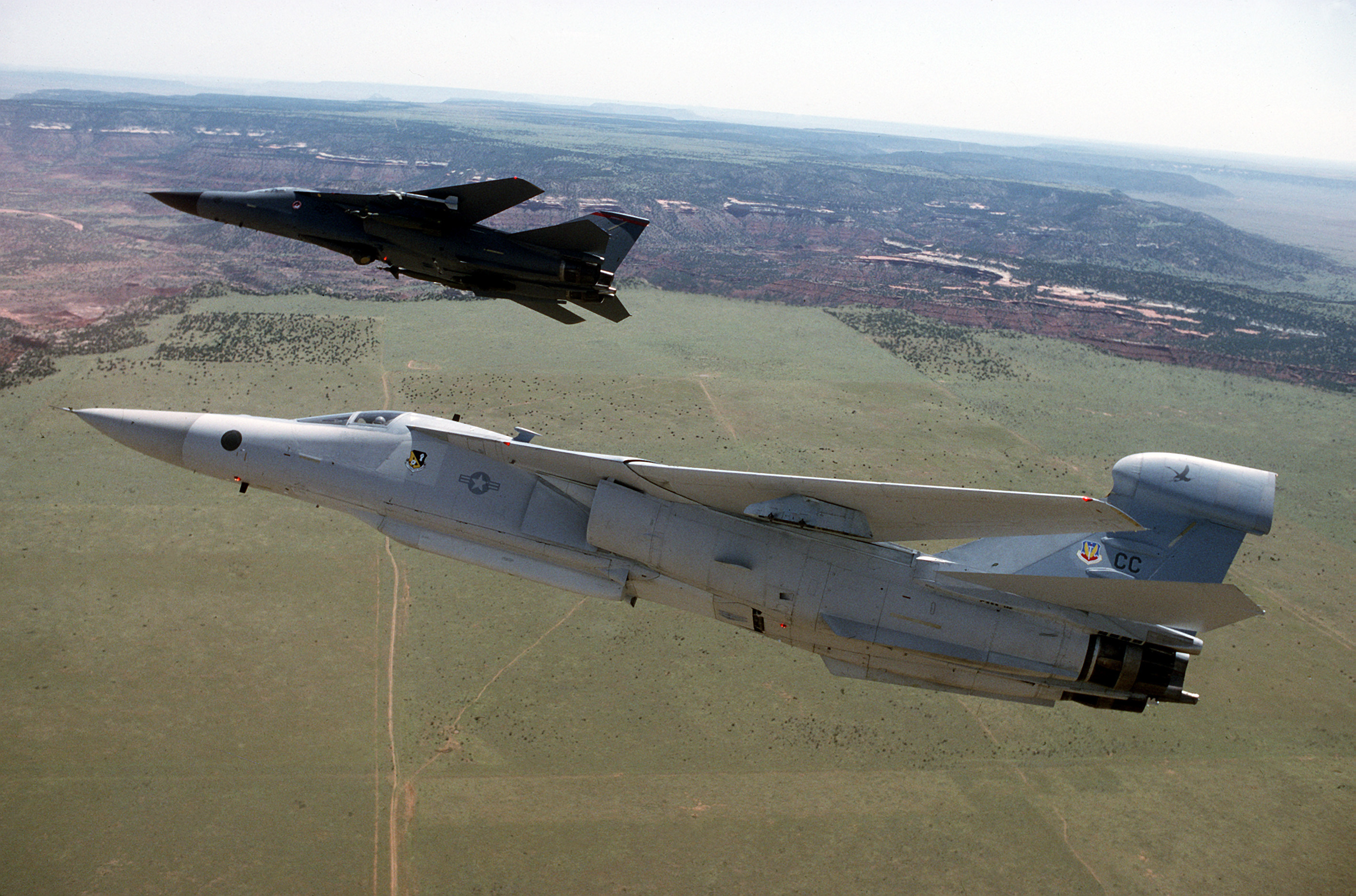
Bei der EF-111 (im Vordergrund) ist das ALQ-99 fest in der Flugzeugzelle integriert

- EF-111A Raven (außer Dienst gestellt)

## Technische Daten
- Länge: 4,85 m
- Breite: 0,46–0,66 m
- Höhe: 0,71 m
- Gewicht: 435 kg
- Abstrahlleistung: 8,0–17,7 kW
- Leistungsaufnahme: max. 27 kW
- Frequenzbereiche:
  - Band 1: 0,064–0,15 GHz
  - Band 2: 0,15–0,27 GHz
  - Band 3: 0,27–0,5 GHz
  - Band 4: 0,5–1 GHz
  - Band 5/6: 1–1,25 GHz
  - Band 7: 2,5–4 GHz
  - Band 8: 4–7,8 GHz
  - Band 9: 7,8–11 GHz
  - Band 10: 11–20 GHz